# Strumień Strzelca
Strumień Strzelca – strumień gwiazd utworzony przez gwiazdy wyrwane z galaktyki karłowatej SagDEG. Strumień ten został odkryty w 1996 roku. Nazwa strumienia odnosi się do galaktyki, z której on pochodzi.
Strumień Strzelca utworzyły siły pływowe Drogi Mlecznej. Modele teoretyczne zakładały, że istnieje cały pierścień gwiazd oraz materii pochodzącej z SagDEG. Pierścień ten, opasujący całą Galaktykę został zaobserwowany w 1998 roku. Badania pierścienia doprowadziły do wniosku, że rozkład ciemnej materii wokół Galaktyki jest sferycznie symetryczny. Strumień Strzelca został utworzony w trakcie kilku obiegów galaktyki SagDEG wokół jądra Drogi Mlecznej.
Strumień Strzelca był pierwszą wskazówką dowodzącą, że nasza Galaktyka powiększa swoje rozmiary, pochłaniając materię z galaktyk karłowatych.